# ハーンユーニス
ハーン・ユーニス、ハーン・ユーヌス、ハンユニス（アラビア語: خان يونس）は、パレスチナ自治区のガザ地区南部のハーン・ユーニス県の県都。2017年国勢調査によると人口は約21万人（人口約4万人のハーンユーニス難民キャンプを除く）。ガザ地区南部では最大の都市であり、ガザ地区全体ではガザに次いで2番目に、パレスチナ自治区では東エルサレムに次いで3番目に人口が多い。
日本の支援で建てられた住宅や学校、病院が多くあり、それらは市民から「ジャパニーズ・ハウジング」「ジャパニーズ・クリニック」などと呼ばれており、それらの建物が集中している地域を親しみを込めて日本地区（Japanese neighborhood）と呼んでいた。
2023年パレスチナ・イスラエル戦争ではイスラエル国防軍が進駐して戦場の一つとなり、大半の建物が破壊された（ハーンユーニスの戦い）。

## 人口
- 1997年12月10日：12万3175人
- 2007年12月1日：18万342人
- 2014年7月1日：22万300人
- 2017年12月1日：20万5125人

## 施設

### 医療
- ナセル病院